# Gesneria pedicellaris
Gesneria pedicellaris är en tvåhjärtbladig växtart som beskrevs av Brother Alain. Gesneria pedicellaris ingår i släktet Gesneria och familjen Gesneriaceae. Inga underarter finns listade i Catalogue of Life.